# Abyssobythere
Abyssobythere is een geslacht van kreeftachtigen uit de klasse van de Ostracoda (mosselkreeftjes).

## Soorten
- Abyssobythere guttata Ayress & Whatley, 1989 †
- Abyssobythere inequivalva Ayress, Correge, Passlow & Whatley, 1996